# Mormo muscivirens
Mormo muscivirens là một loài bướm đêm trong họ Noctuidae.